# Ga Wangsimni
Ga Wangsimni (Tiếng Hàn: 왕십리역, Hanja:往十里驛) hay Ga Wangsimni (Văn phòng Seongdong-gu) (Tiếng Hàn: 왕십리(성동구청)역, Hanja:往十里(城東區廳)驛) là ga đường sắt trên Tuyến Gyeongwon và Tuyến Bundang ở Wangsimni-ro, Seongdong-gu, Seoul. Đòng thời cũng là ga trung chuyển cho Tàu điện ngầm Seoul tuyến 2, Tàu điện ngầm vùng thủ đô Seoul tuyến 5, Tuyến Gyeongui–Jungang và Tuyến Suin–Bundang.
Tên của nhà ga, "Wangsimni," có liên quan đến lịch sử Hàn Quốc từ thế kỷ 14. Sau khi thành lập và trở thành vị vua đầu tiên của triều đại Joseon, Yi Seong-gye trình bày với các nhà sư Phật giáo Muhak và giao cho họ nhiệm vụ tìm địa điểm mới cho thủ đô. Sau khi tìm kiếm được một nơi thích hợp, nhà sư dừng lại và nhìn thấy một ông nông dân đi trên con bò của mình. Người nông dân chỉ về phía Tây Bắc và nói với nhà sư rằng, wangsimni (往十里), nghĩa đen là 'đi thêm mười ri.' Các Muhak hoảng hốt đi về phía Tây Bắc theo lời người nông dân và kết thúc tại hướng nam theo bàn chân của Mt. Bugak, nơi mà Gyeongbokgung hiện nay. Đó là lý do Hanyang (ngày nay Seoul) được hình thành.

## Lịch sử
- 15 tháng 10 năm 1911: Ga Dokdo (Ga Botong) mở cửa kinh doanh
- 11 tháng 2 năm 1913: Bắt đầu bốc dỡ hàng hóa
- 11 tháng 4 năm 1914: Tên ga đổi thành Ga Wangsimni.
- 10 tháng 9 năm 1971: Được chỉ định làm trạm xử lý than antraxit dân dụng[1]
- 16 tháng 5 năm 1977: Ngừng xử lý hàng hóa hydro[2]
- 9 tháng 12 năm 1978: Tàu điện ngầm vùng thủ đô khai trương
- 30 tháng 6 năm 1983: Tên ga Tàu điện ngầm Seoul tuyến 2 được quyết định là Ga Wangsimni[3]
- 16 tháng 9 năm 1983: Với việc khai trương đoạn Euljiro 1(il)-ga ~ Seongsu của Tàu điện ngầm Seoul tuyến 2, các cơ sở nhà ga đã được chuyển đến ga ngầm.
- 15 tháng 2 năm 1993: Hủy chỉ định trạm xử lý chất than không khói đến[4]
- 15 tháng 11 năm 1995: Việc kinh doanh bắt đầu với việc khai trương đoạn Wangsimni ~ Sangil-dong của Tàu điện ngầm Seoul tuyến 5.
- 30 tháng 12 năm 1996: Chuyển đổi thành ga trung gian với việc khai trương đoạn Wangsimni ~ Yeouido của Tàu điện ngầm Seoul tuyến 5.
- 15 tháng 12 năm 2005: Tàu điện ngầm vùng thủ đô Seoul tuyến 1 được tách thành Tàu điện ngầm Tuyến Jungang và số ga được đổi từ K126 thành K116.
- 16 tháng 12 năm 2005: Tàu điện ngầm Tuyến Jungang bắt đầu hoạt động
- 12 tháng 9 năm 2008: Khai trương một phần ga do tư nhân tài trợ (ENTER 6 (không bao gồm Sky Lounge), E-Mart, khu ẩm thực tầng 4 <Terrace>)
- 19 tháng 9 năm 2008: Ga tư nhân bắt đầu kinh doanh
- 1 tháng 12 năm 2009: Loại bỏ nhà ga bán vé đường sắt
- Năm 2010 : Lắp đặt cửa chắn trên sân ga Tuyến Gyeongui–Jungang
- 18 tháng 9 năm 2012: Thông báo bảng khoảng cách đường sắt Tuyến Bundang[5]
- 6 tháng 10 năm 2012: Khai trương Tuyến Bundang đoạn Wangsimni ~ Seolleung
- 1 tháng 11 năm 2012: ITX-Cheongchun, 3 chuyến khứ hồi mỗi ngày vào các ngày trong tuần
- 1 tháng 12 năm 2012: Ngừng xử lý hàng hóa [6]
- Tháng 12 năm 2013: Lắp đặt cửa chắn trên sân ga Tuyến Bundang
- 1 tháng 11 năm 2014: ITX-Cheongchun, 3 chuyến khứ hồi mỗi ngày[7]
- 18 tháng 12 năm 2014: Ga Wangsimni trên Tàu điện ngầm Seoul tuyến 2 và Tàu điện ngầm Seoul tuyến 5 được đổi thành Ga Wangsimni (Văn phòng Seongdong-gu)[8]
- 31 tháng 12 năm 2018: Tuyến Bundang đoạn Wangsimni - Cheongnyangni được mở rộng và chuyển đổi thành ga trung gian.[9]
- Năm 2026: Dự kiến trở thành ga trung chuyển 5 tuyến với việc khai trương tuyến Dongbuk

## Bố trí ga

### Tuyến Gyeongui–Jungang,ITX-CheongchunvàTuyến Suin–Bundang(1F)
| ↑ Cheongnyangni |            |            |            |              |              |              |              |              |
|                 |            | １２       |            |              | ３４         |              |              |              |
| Eungbong ↓      | Eungbong ↓ | Eungbong ↓ | Eungbong ↓ | Rừng Seoul ↓ | Rừng Seoul ↓ | Rừng Seoul ↓ | Rừng Seoul ↓ | Rừng Seoul ↓ |

| 1 | ● Tuyến Gyeongui–Jungang | Địa phương·Tốc hành | → Hướng đi Deokso · Yongmun · Jipyeong →               |
| 1 | →Tuyến Gyeongchun        | ITX-Cheongchun      | → Hướng đi Pyeongnae Hopyeong · Gapyeong · Chuncheon → |
| 2 | ● Tuyến Gyeongui–Jungang | Địa phương·Tốc hành | ← Hướng đi Oksu · Yongsan · Munsan                     |
| 2 | →Tuyến Gyeongchun        | ITX-Cheongchun      | ← Hướng đi Yongsan                                     |
| 3 | ● Tuyến Suin–Bundang     | Địa phương          | → Dừng lại tại ga ← Hướng đi Cheongnyangni             |
| 4 | ● Tuyến Suin–Bundang     | Địa phương          | → Hướng đi Jukjeon · Suwon · Incheon →                 |

| Tuyến và hướng                          | Tuyến và hướng | Tuyến và hướng                       | Chuyển tuyến nhanh |
| --------------------------------------- | -------------- | ------------------------------------ | ------------------ |
| Tuyến Gyeongui–Jungang (Hướng Jipyeong) | →              | Tuyến 2, Tuyến 5, Tuyến Suin–Bundang | 7-1                |
| Tuyến Gyeongui–Jungang (Hướng Munsan)   | →              | Tuyến 2, Tuyến 5, Tuyến Suin–Bundang | 8-2                |
| Tuyến Suin–Bundang                      | →              | Tuyến 2, Tuyến 5                     | 1-1                |
| Tuyến Suin–Bundang                      | →              | Tuyến Gyeongui–Jungang               | 3-4                |

### Tuyến số 2 (B2F)
| Sangwangsimni ↑   |
| \| Vòng ngoài     |
| ↓ Đại học Hanyang |

| Vòng ngoài | ● Tuyến 2 | ← Hướng đi Tòa thị chính · Đại học Hongik · Văn phòng Yeongdeungpo-gu |
| Vòng trong | ● Tuyến 2 | → Hướng đi Seongsu · Jamsil · Sadang →                                |

| Tuyến và hướng                      | Tuyến và hướng | Tuyến và hướng                             | Chuyển tuyến nhanh |
| ----------------------------------- | -------------- | ------------------------------------------ | ------------------ |
| Tuyến 2 (Vòng trong: Hướng Jamsil)  | →              | Tuyến 5                                    | 6-1                |
| Tuyến 2 (Vòng trong)                | →              | Tuyến Gyeongui–Jungang, Tuyến Suin–Bundang | 2-3                |
| Tuyến 2 (Vòng ngoài: Hướng Sinchon) | →              | Tuyến 5                                    | 5-4                |
| Tuyến 2 (Vòng ngoài)                | →              | Tuyến Gyeongui–Jungang, Tuyến Suin–Bundang | 8-4                |

### Tuyến số 5 (B5F)
| Haengdang ↑ |
| \| W/B      |
| ↓ Majang    |

| Hướng Tây  | ●Tuyến 5 | ← Hướng đi Yeouido · Sân bay Quốc tế Gimpo · Banghwa |
| Hướng Đông | ●Tuyến 5 | → Hướng đi Gunja · Hanam Geomdansan · Macheon →      |

| Tuyến và hướng                             | Tuyến và hướng | Tuyến và hướng                                      | Chuyển tuyến nhanh |
| ------------------------------------------ | -------------- | --------------------------------------------------- | ------------------ |
| Tuyến 5 (Hướng Hannam Geomdansan, Macheon) | →              | Tuyến 2, Tuyến Gyeongui–Jungang, Tuyến Suin–Bundang | 7-2                |
| Tuyến 5 (Hướng Banghwa)                    | →              | Tuyến 2, Tuyến Gyeongui–Jungang, Tuyến Suin–Bundang | 2-3                |

## Ga do tư nhân tài trợ Bitplex
Ga Wangsimni được chuyển đổi thành Bitplex, một ga tư nhân vào năm 2008. Bitplex có cơ sở ngoài trời, Seongdong Plaza, cũng như trung tâm mua sắm quần áo Entersix, rạp chiếu phim CGV và IMAX, nhiều nhà hàng, siêu thị lớn (E-Mart), đồ gia dụng và đàn guitar (Electro Mart), cửa hàng thuốc (LOHB's) và hàng gia dụng (ARTBOX, AsungDaiso), trung tâm tổ chức tiệc cưới, sân gôn trong nhà,...

## Xung quanh nhà ga
| Lối ra \| 나가는 곳 \| Exit \| 出口 | Lối ra \| 나가는 곳 \| Exit \| 出口 |
| ----------------------------------- | --- |
| 1                                   | Doseon-dong Viện nghệ thuật Hàn Quốc Tập đoàn tài chính nhà ở Hàn Quốc |
| 2                                   | Trung tâm An toàn Wangsimni 119 Trung tâm Y tế Công cộng Seongdong |
| 3                                   | Sở cảnh sát Seoul Seongdong Văn phòng Seongdong-gu Ngã tư Doseon Haengdang Doosan APT                                                                                          |
| 4                                   | Văn phòng Seongdong-gu Hội đồng Seongdong-gu Sở cảnh sát Seoul Seongdong Văn phòng Giáo dục Seoul Seongdong-Gwangjin Trung tâm thanh thiếu niên Seongdong Giao lộ ga Wangsimni |
| 5                                   | Quảng trường Wangsimni |
| 6                                   | Trường trung học cơ sở và trung học phổ thông Đại học Hanyang Trường trung học cơ sở Dongma Đại học Hanyang                                                                    |
| 6-1                                 | Quảng trường Wangsimni Trạm cứu hỏa Seongdong |
| 7                                   | Seoul Forest Sambu APT |
| 8                                   | Trung tâm thông tin giao thông đồn cảnh sát Seongdong |
| 9                                   | Haengdang 1-dong Trung tâm văn hóa Seongdong (Sowol Art Hall) |
| 10                                  | Bưu điện Seongdong Chợ Haengdang |
| 11                                  | Wangsimni 2-dong |
| 12                                  | Văn phòng Seongdong-gu Đồn cảnh sát Seongdong Bitplex (Enter6, E-Mart, CGV) |
| 13                                  | Bệnh viện Đại học Hanyang Đại học Hanyang |

## Thay đổi hành khách
| Năm | Số lượng hành khách (người) | Số lượng hành khách (người) | Số lượng hành khách (người) | Số lượng hành khách (người) | Tổng cộng | Ghi chú |
| Năm | ITX-Cheongchun              |                             |                             |                             | Tổng cộng | Ghi chú |
| --- | --------------------------- | --------------------------- | --------------------------- | --------------------------- | --------- | ------- |
| 1978 | —                           | —                           | —                           | 1,143                       | —         |         |
| 1979 | —                           | —                           | —                           | 3,026                       | —         |         |
| 1980 | —                           | —                           | —                           | 3,270                       | —         |         |
| 1981 | —                           | —                           | —                           | 4,147                       | —         |         |
| 1982 | —                           | —                           | —                           | 5,119                       | —         |         |
| 1983 | —                           | —                           | —                           | 6,905                       | —         | [ 11 ]  |
| 1984 ~ 1993 | —                           | —                           | —                           | Không có cửa soát vé riêng  | —         |         |
| 1994 | —                           | 31,047                      | —                           | Không có cửa soát vé riêng  | —         |         |
| 1995 | —                           | 32,593                      | —                           | Không có cửa soát vé riêng  | —         |         |
| 1996 | —                           | 29,843                      | —                           | Không có cửa soát vé riêng  | —         |         |
| 1997 | —                           | 23,265                      | —                           | Không có cửa soát vé riêng  | —         |         |
| 1998 | —                           | 21,993                      | —                           | Không có cửa soát vé riêng  | —         |         |
| 1999 | —                           |                             | —                           | Không có cửa soát vé riêng  | —         |         |
| 2000 | —                           | 23,426                      | 10,450                      | Không có cửa soát vé riêng  | 33,876    |         |
| 2001 | —                           | 24,060                      | 10,436                      | Không có cửa soát vé riêng  | 34,496    |         |
| 2002 | —                           | 24,646                      | 10,093                      | Không có cửa soát vé riêng  | 34,739    |         |
| 2003 | —                           | 24,365                      | 10,194                      | Không có cửa soát vé riêng  | 34,559    |         |
| 2004 | —                           | 25,855                      | 10,643                      | Không có cửa soát vé riêng  | 36,498    |         |
| 2005 | —                           | 27,008                      | 11,177                      | Không có cửa soát vé riêng  | 38,185    |         |
| 2006 | —                           | 27,756                      | 11,145                      | Không có cửa soát vé riêng  | 38,901    |         |
| 2007 | —                           | 28,015                      | 10,884                      | Không có cửa soát vé riêng  | 38,899    |         |
| 2008 | —                           | 29,868                      | 11,366                      | 13,004                      | 54,238    |         |
| 2009 | —                           | 31,334                      | 12,105                      | 16,812                      | 60,251    |         |
| 2010 | —                           | 33,306                      | 12,477                      | 19,162                      | 64,945    |         |
| 2011 | —                           | 35,088                      | 12,735                      | 20,319                      | 68,142    |         |
| 2012 | 275                         | 36,209                      | 12,695                      | 23,935                      | 72,839    | [ 12 ]  |
| 2013 | 463                         | 37,948                      | 12,098                      | 36,302                      | 86,348    |         |
| 2014 | 605                         | 38,523                      | 12,050                      | 38,582                      | 89,155    |         |
| 2015 | 732                         | 38,136                      | 11,573                      | 39,457                      | 89,166    |         |
| 2016 | 726                         | 37,917                      | 11,445                      | 39,809                      | 89,171    |         |
| 2017 | 770                         | 36,460                      | 11,365                      | 39,561                      | 87,386    |         |
| 2018 | 933                         | 36,130                      | 11,332                      | 38,809                      | 86,271    |         |
| 2019 | 1,005                       | 36,479                      | 11,104                      | 38,769                      | 86,352    |         |
| 2020 | 890                         | 24,983                      | 7,989                       | 27,786                      | 61,648    |         |
| 2021 | 939                         | 24,447                      | 8,235                       | 27,512                      | 61,133    |         |
| 2022 | 1,007                       | 27,927                      | 9,004                       | 31,387                      | 69,325    |         |
| 2023 | 1,091                       | 28,963                      | 9,465                       | 33,306                      | 72,825    |         |
| Nguồn |                             |                             |                             |                             |           |         |
| : Phòng dữ liệu Tổng công ty Vận tải Seoul ITX-Cheongchun Phòng dữ liệu thống kê vận tải đường sắt đô thị của Tập đoàn Đường sắt Hàn Quốc |                             |                             |                             |                             |           |         |

## Thư viện

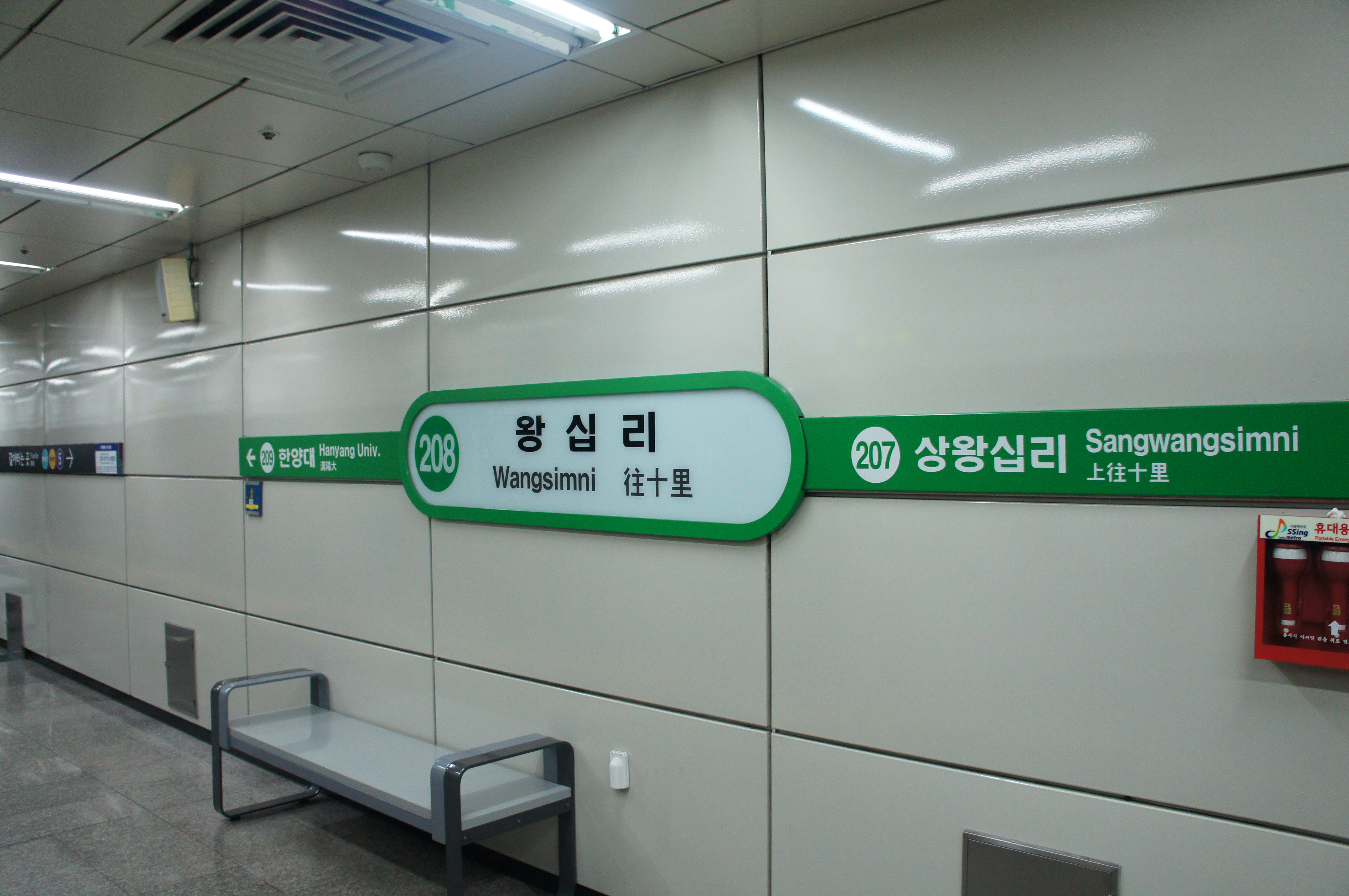
Bảng tên ga tuyến 2
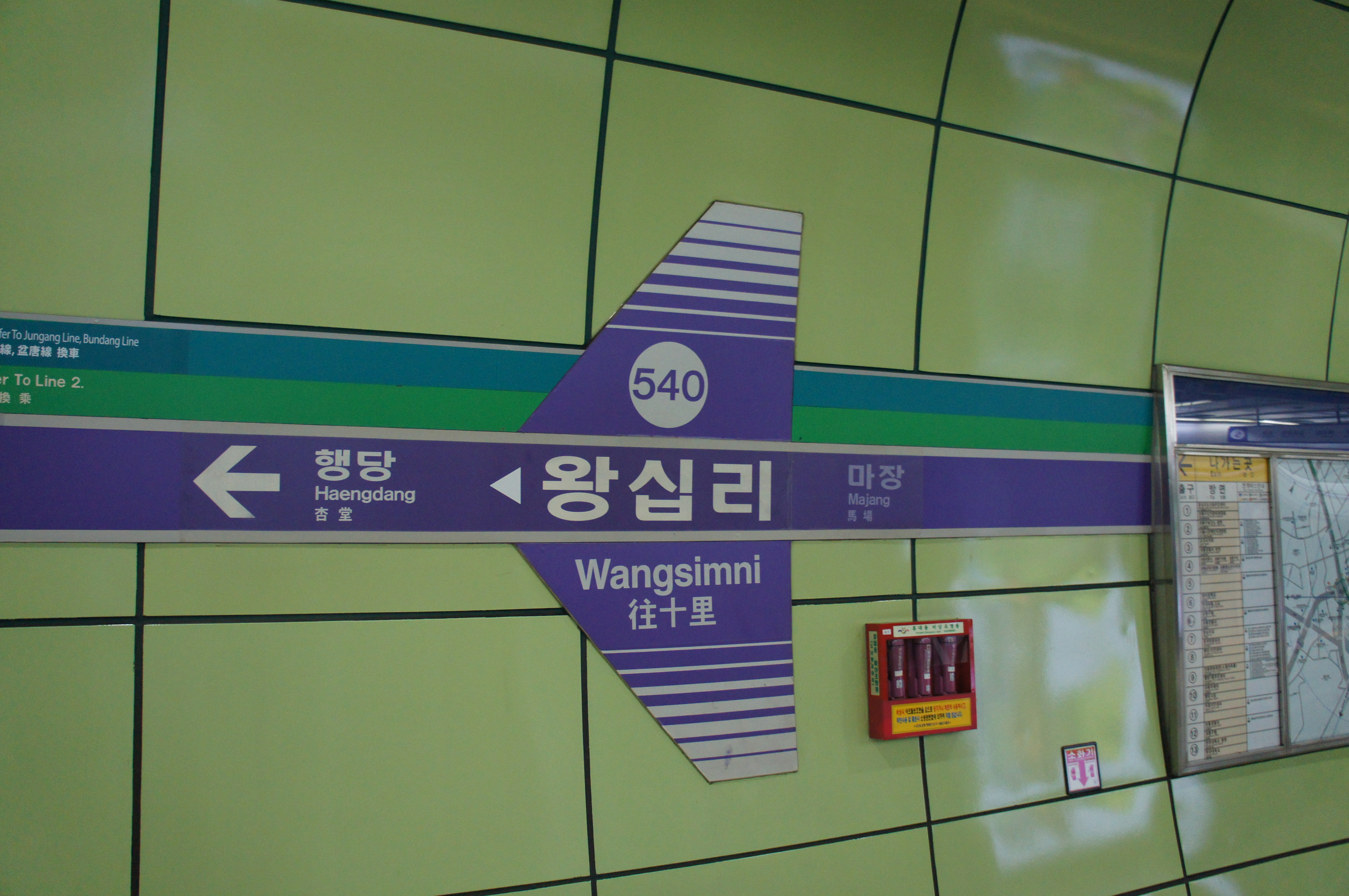
Bảng tên ga tuyến 5
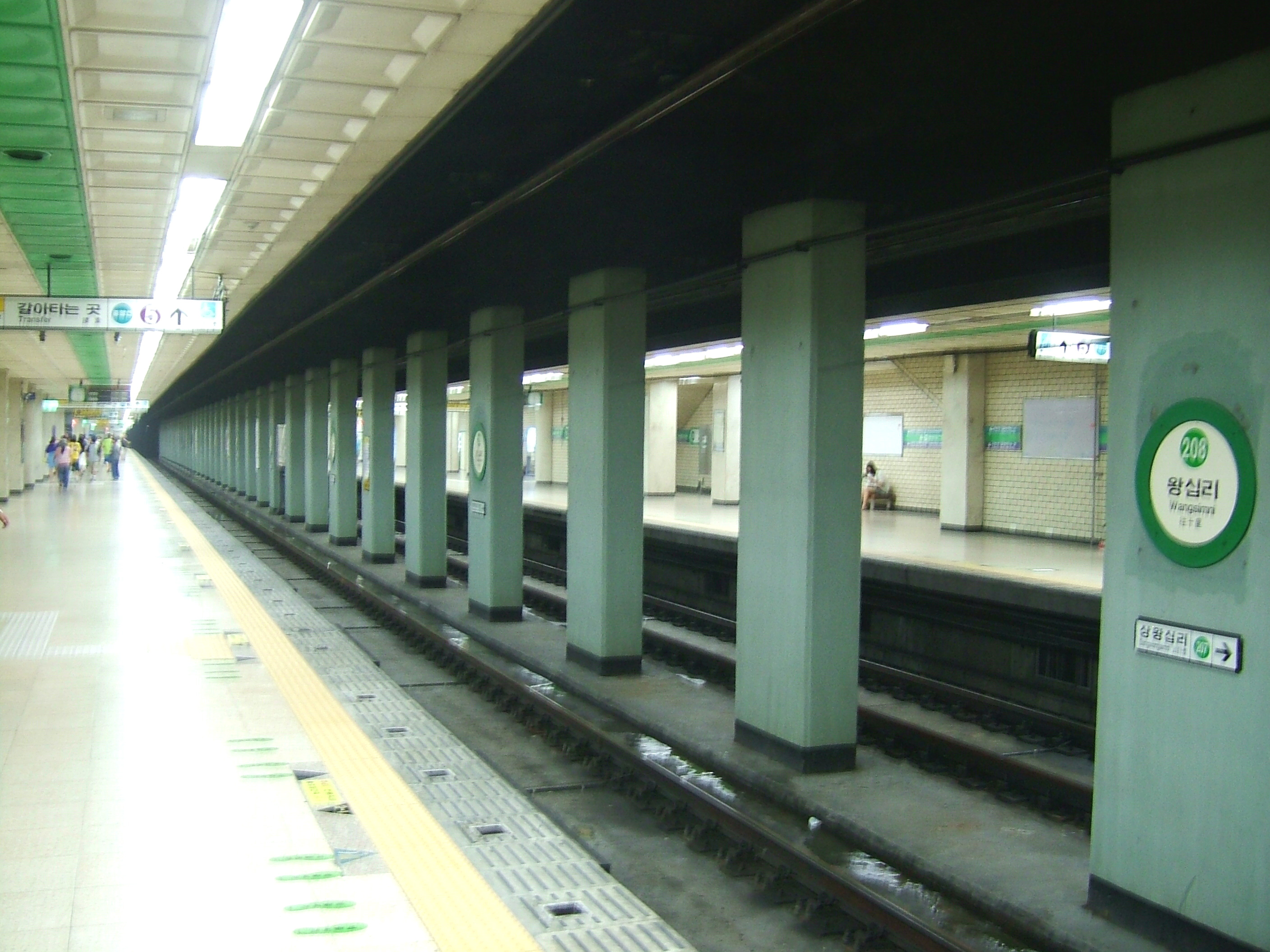
Sân ga tuyến 2 (Trước khi sửa, lặp đặt của chắn sân ga)
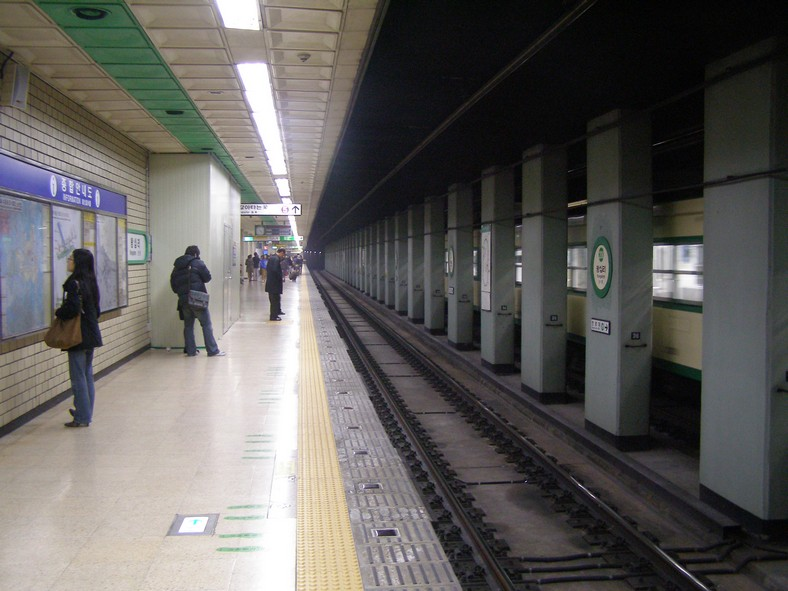
Sân ga tuyến 2 (Trước khi sửa, lặp đặt của chắn sân ga)
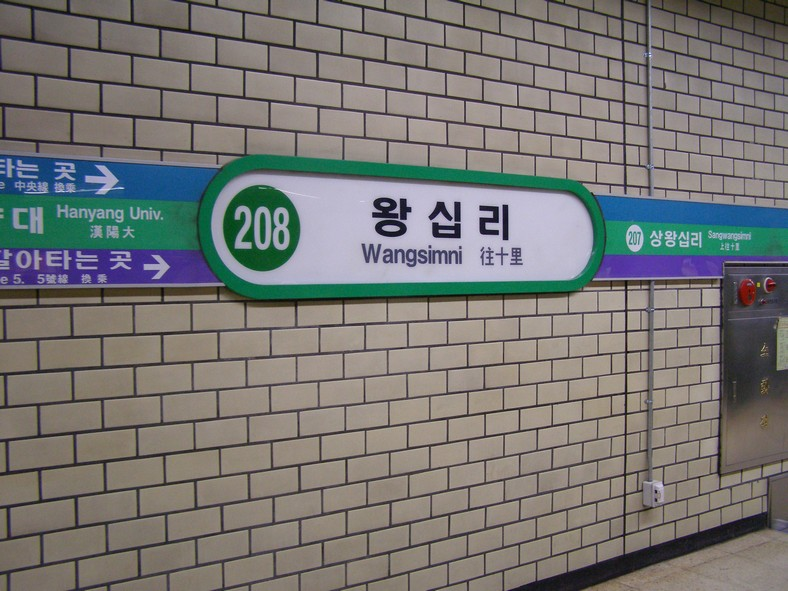
Bảng tên ga tuyến 2 (Trước khi sửa)
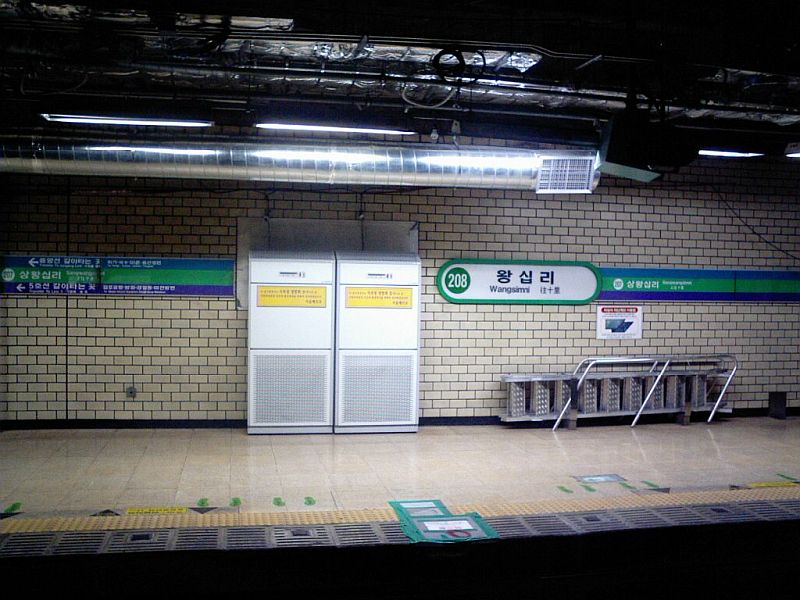
Sân ga tuyến 2 (Trước khi sửa, lặp đặt của chắn sân ga)
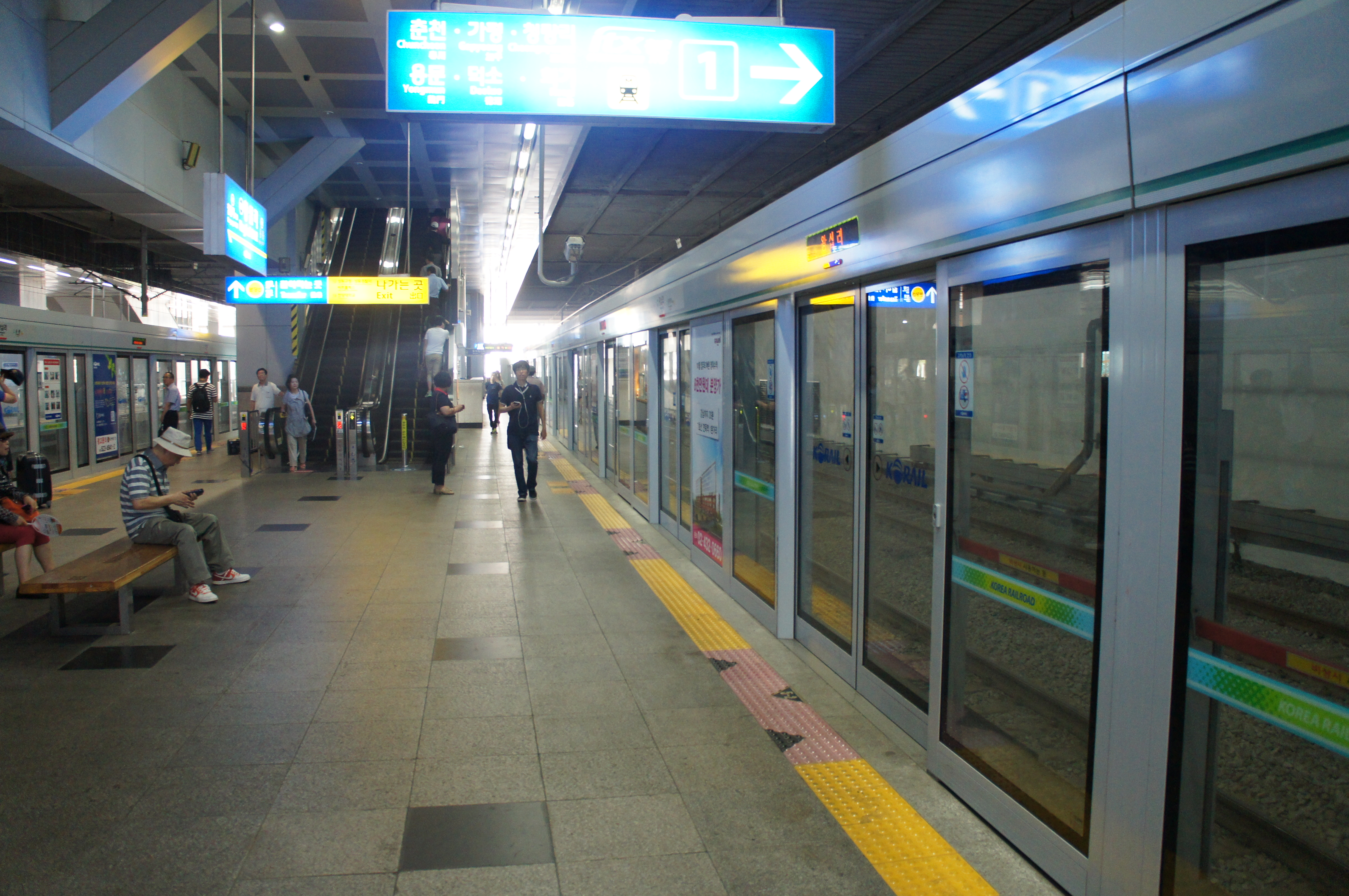
Sân ga tuyến Gyeongui·Jungang
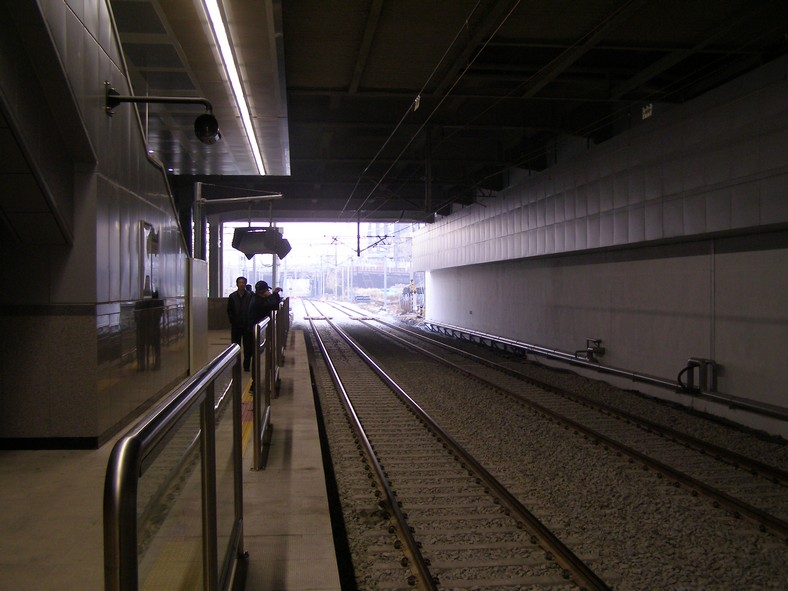
Sân ga tuyến Gyeongui·Jungang (Trước khi lắp đặt cửa chắn sân ga)
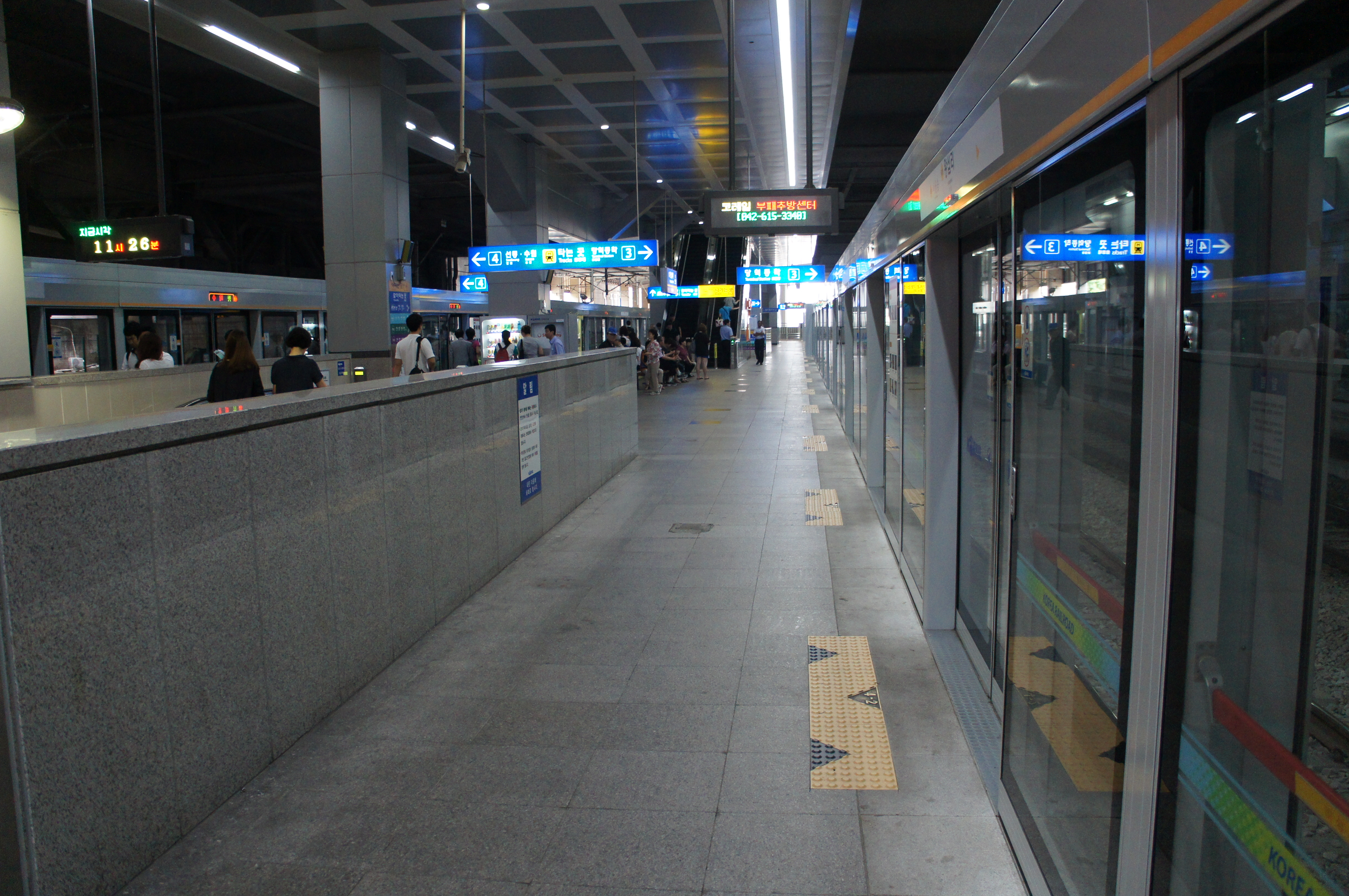
Sân ga tuyến Suin·Bundang
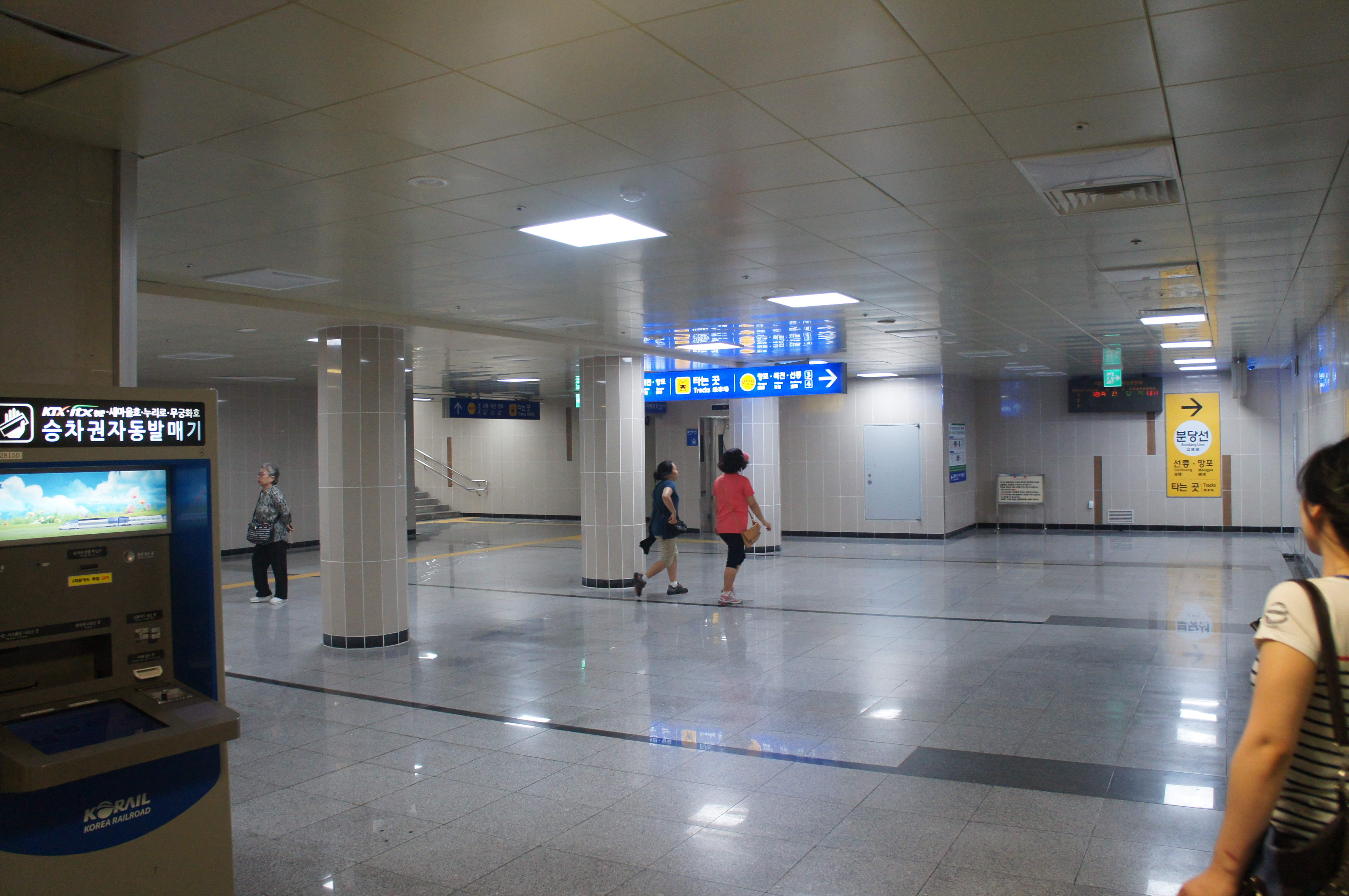
Lối chuyển ga
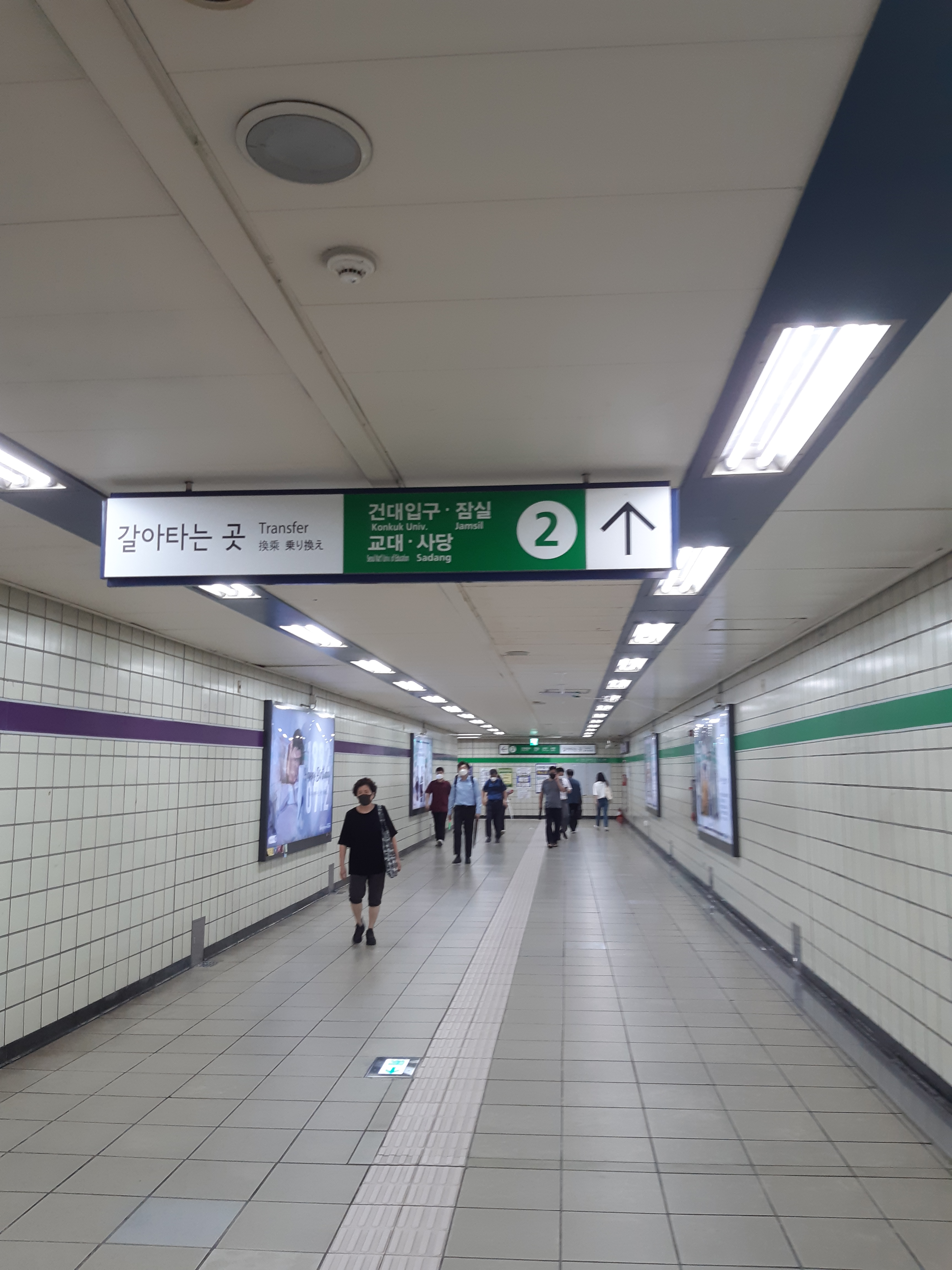
Lối chuyển ga 2
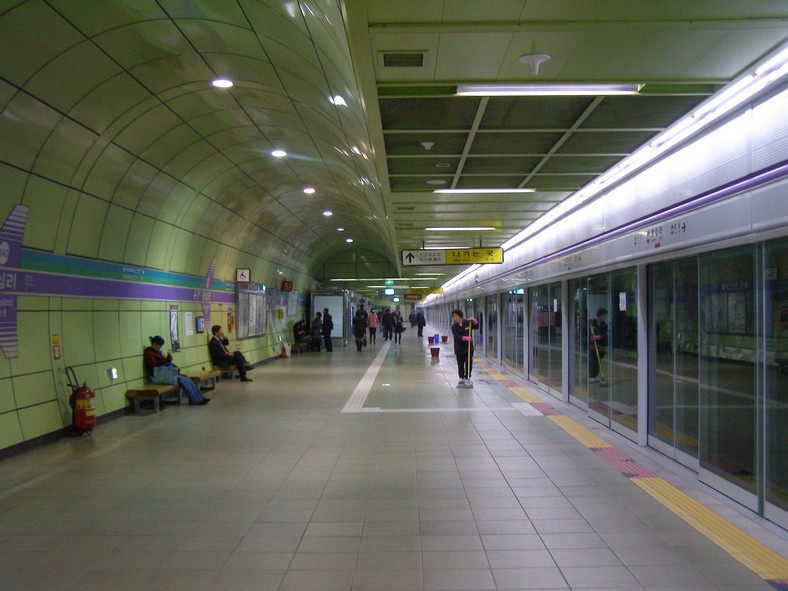
Sân ga tuyến 2 (Trước khi thay của chắn sân ga)
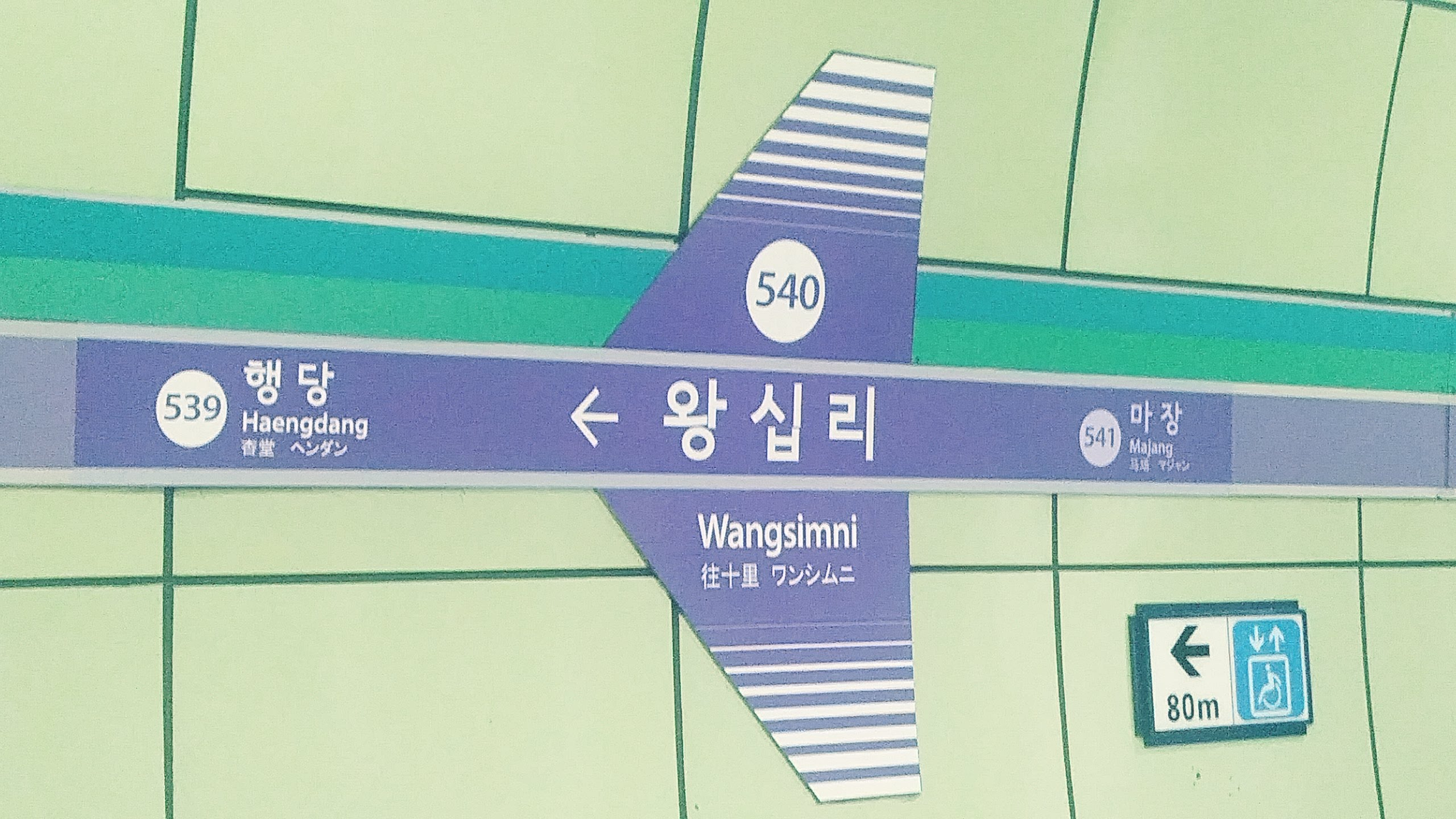
Bảng tên ga tuyến 5
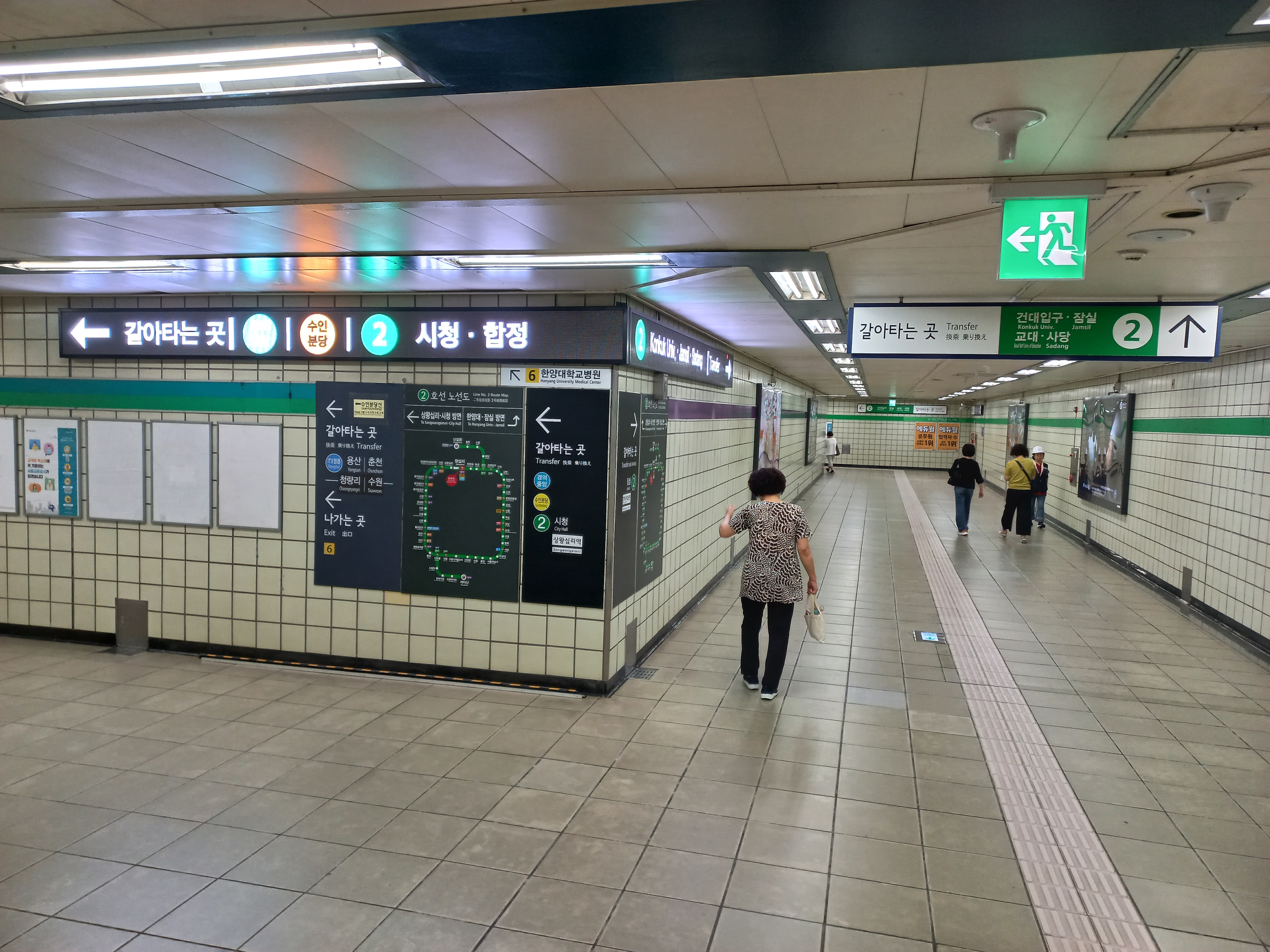
Lối đi chuyển tuyến 3